# Denis Golovanov
Denis Golovanov (Soči, 30. ožujka 1978.) bivši je ruski tenisač. Najbolja pozicija na ljestvicama tenisača mu je 104-to mjesto u konkurenciji parova te 152-o mjesto u pojedinačnoj konkurenciji. U Sankt Peterburgu 2002. godine porazio ga je Marat Safin (6:4, 7:5).

## Vanjske poveznice
- ATP statistike Denisa Golovanova